# Australopithecus africanus
Australopithecus africanus је изумрла врста хоминида, која је живела пре 3,5–2,5 милиона година. Ова врста грацилних аустралопитекуса пронађена је на четири локалитета у јужној Африци: Таунг, Стеркфонтејн, Макапансгат и Глејдисвејл. Најважнији фосили су „дете из Таунга” и „госпођа Плес”.

## Опис
Грађа тела врсте Australopithecus africanus веома је слична врсти Australopithecus afarensis, али се од ње разликује висином од око 1,3 m и кранијалним капацитетом од 420-500 cm³. Такође, карлица је била прилагођенија за двоножан начин хода. Предњи екстремитети (руке) били су дужи од задњих (од ногу).